# Библейски пояс (Нидерландия)
 Тази статия е за Библейския пояс в Нидерландия.  За едноименния регион в САЩ вижте Библейски пояс.  
Библейският пояс (на нидерландски: De Bijbelgordel, въпреки че англоезичният термин The Bible Belt е по-често използваният) е регион в Нидерландия характерен с концентрацията на консервативни протестанти. Терминът се използва по модел на Библейския пояс в САЩ. Нидерландският Библейски пояс се простира от провинция Зеландия, през географските области Бетюве и Велюве и достига до северните части на провинция Оверейсел. Поясът не обхваща всички консервативни протестантски общности в страната. Примери за това са град Урк, считан за един от най-консервативните градове в Нидерландия, както и отделни населени места в провинция Фризия. Консервативната нидерландска църква има около 650 000 последователи в около 360 църкви. Библейският пояс се различава съществено от традиционно католическите провинции Северен Брабант и Лимбург, където посещаемостта на църковни служби варира между 3% и 9%.
Църквата играе централна роля в живота на общностите в Библейския пояс, които се противопоставят на либералния начин на живот в Нидерландия. Библейският пояс не признава евтаназията, абортите, гей правата, легализираната проституция и употребата на марихуана за лични нужди. В района на пояса религията дефинира обществения живот, наблягайки на традиционните християнски ценности. Църквата насърчава създаването на големи семейства (районът е с относително висока раждаемост) и спазването на консервативен начин на живот.
Библейският пояс е политическата твърдина на Християн-демократичните партии Staatkundig Gereformeerde Partij (Реформистка политическа партия) и ChristenUnie (Християнски съюз).

## Населени места
Следните населени места се намират в Библейския пояс:
| - Стапхорст - Генемьойден - Ейселмьойден - Елспеет - Барневелд - Едервеен - Еде - Опхьойсден - Ню Лекерланд - Хардинксвелд - Вейк ен Албюрг |  | - Спранг-Капеле - Оудорп - Синт-Филипсланд - Схерпенисе - Крьойнинген - Крабендейке - Йерсеке - Арнемьойден - Мелискерке - Ахтекерке |

Следните населени места са извън Библейския пояс, но имат сходни характеристики:
- Урк
- Рейсен
- Харденберг
- Катвейк ан Зее
- Схевенинген